# 7 Arietis
7 Arietis, som är stjärnans Flamsteed-beteckning, är en dubbelstjärna belägen i den mellersta delen av stjärnbilden Väduren, som också har variabelbeteckningen RR Arietis. Den har en kombinerad skenbar magnitud på ca 5,76 och är svagt synlig för blotta ögat där ljusföroreningar ej förekommer. Baserat på parallaxmätning inom Hipparcosuppdraget på ca 5,9 mas, beräknas den befinna sig på ett avstånd på ca 560 ljusår (ca 170 parsek) från solen. Den rör sig bort från solen med en heliocentrisk radialhastighet av ca 16 km/s.

## Egenskaper
Primärstjärnan 7 Arietis A är en orange till gul jättestjärna av spektralklass K1 III. Den har en radie som, baserat på uppmätt vinkeldiameter för stjärnan på 1,14 ± 0,02 mas, är ca 21 solradier och utsänder ca 210 gånger mera energi än solen från dess fotosfär vid en effektiv temperatur av ca 3 500 - 5 000 K.
7 Arietis har misstänkts vara variabel och fick variabeldesignation. Den är listad som en förmörkelsevariabel med en period på 47,9 dygn. Under varje förmörkelse av primärstjärnan minskar systemets magnitud med 0,40. Vid följeslagarens förmörkelsen minskar magnituden med 0,35. Stjärnans natur av förmörkelsevariabel har dock ifrågasatts av den italienska astronomen Ennio Poretti. Observationer gjorda, som en del av programmet om förmörkelsestudier hos British Astronomical Association, av Tristram Brelstaff har heller inte kunnat bekräfta förmörkelserna.